# Jonathan Hyde
Jonathan Hyde, pseudonimo di Jonathan Stephen Geoffrey King (Brisbane, 21 settembre 1948), è un attore australiano naturalizzato britannico.

## Biografia
Hyde nacque a Brisbane, in Australia. È un membro della Royal Shakespeare Company. Si diplomò alla Royal Academy of Dramatic Art ed è lì un membro associato. È sposato con il soprano scozzese Isobel Buchanan; hanno avuto due figlie, tra cui l'attrice Georgia King. È stato un membro del cast originale di Not the Nine O'Clock News, la prima serie di quelle che furono introdotte dalla trasmissione per via dell'Elezione Generale del 1979. Fra i suoi molti ruoli teatrali, ebbe quello di Ferdinand in una produzione del 1985 di John Webster La duchessa di Amalfi.
È ben conosciuto per i suoi ruoli al cinema di Samuel Parrish/Van Pelt il cacciatore in Jumanji, Joseph Bruce Ismay, l'amministratore delegato della White Star Line in Titanic e dell'egittologo Allen Chamberlain in La mummia. Hyde ha partecipato a numerosi altri film fra cui Richie Rich - Il più ricco del mondo, Anaconda, Eisenstein, Il sarto di Panama, Land of the Blind e The Contract. Nel 2007 recitò nella parte del dottor Dorn nel film tratto dalla commedia Il gabbiano di Anton Čechov, Nachmittag, mentre nel 2008 è stato il duca di Kent nel film TV King Lear. Dal 2014 al 2016 ha interpretato Eldritch Palmer, un anziano miliardario gravemente malato che aspira all'immortalità, nella serie televisiva di Guillermo del Toro The Strain.

## Filmografia

### Cinema
- Phoelix, regia di Anna Ambrose (1980)
- L'altro nome dell'amore (An Indecent Obsession), regia di Lex Marinos (1985)
- Caravaggio, regia di Derek Jarman (1986)
- Deadly Advice, regia di Mandie Fletcher (1993)
- Le cinque vite di Hector (Being Human), regia di Bill Forsyth (1994)
- Richie Rich - Il più ricco del mondo (Richie Rich), regia di Donald Petrie (1994)
- Jumanji, regia di Joe Johnston (1995)
- Anaconda, regia di Luis Llosa (1997)
- Titanic, regia di James Cameron (1997)
- La mummia (The Mummy), regia di Stephen Sommers (1999)
- Eisenstein, regia di Renny Bartlett (2000)
- Il sarto di Panama (The Tailor of Panama), regia di John Boorman (2001)
- Vacuums, regia di Luke Cresswell e Steve McNicholas (2002)
- Land of the Blind, regia di Robert Edwards (2006)
- The Contract, regia di Bruce Beresford (2006)
- Nachmittag, regia di Angela Schanelec (2007)
- Crimson Peak, regia di Guillermo del Toro (2015)
- Ogni tuo respiro (Breathe), regia di Andy Serkis (2017)
- Sebastian, regia di Mikko Mäkelä (2024)
- The Brutalist, regia di Brady Corbet (2024)

### Televisione
- Amleto (Hamlet, Prince of Denmark), regia di Rodney Bennett – film TV (1980)
- A.D. - Anno Domini (A.D.) – miniserie TV, 1 puntata (1985)
- Shadow of the Noose – miniserie TV, 8 episodi (1989)
- Le avventure di Sherlock Holmes (The Adventures of Sherlock Holmes) – serie TV, episodio 4x02 (1991)
- Cadfael - I misteri dell'abbazia (Cadfael) – serie TV, episodio 1x03 (1994)
- Giovanna d'Arco (Joan of Arc) – miniserie TV, 2 episodi (1999)
- Il principe e il povero (The Prince and the Pauper), regia di Giles Foster – film TV (2000)
- Attila, l'unno (Attila), regia di Dick Lowry – film TV (2001)
- Gwyn - Principessa dei ladri (Princess of Thieves), regia di Peter Hewitt – film TV (2001)
- Jack e il fagiolo magico (Jack and the Beanstalk: The Real Story), regia di Brian Henson – film TV (2001)
- Dinotopia – miniserie TV, 8 episodi (2002-2003)
- L'ispettore Barnaby (Midsomer Murders) – serie TV, episodio 6x04 (2003)
- Sherlock Holmes ed il caso della calza di seta (Sherlock Holmes and the Case of the Silk Stocking), regia di Simon Cellan Jones – film TV (2004)
- La maledizione di Tutankhamon (The Curse of King Tut's Tomb), regia di Russell Mulcahy – film TV (2006)
- King Lear, regia di Trevor Nunn – film TV (2008)
- Spooks – serie TV, 6 episodi (2011)
- Il giovane ispettore Morse (Endeavour) – serie TV, episodio 1x01 (2013)
- The Strain – serie TV, 31 episodi (2014-2017)
- Il processo di Tokyo (Tokyo Trial), regia di Rob W. King e Pieter Verhoeff – miniserie TV (2016)
- A Very English Scandal – miniserie TV, puntata 3 (2018)

## Teatro

### Con i Cittadini di Glasgow
- Casanova in Thomas Lanier Williams' Camino Real (1974)
- Aufidius in Coriolanus (1974)
- Mr President in Indians (1974)
- Slift in Saint Joan of the Stockyards (1974)
- De Sade in The De Sade Show (1975)
- Il Cardinale in La duchessa di Amalfi (1975)
- Il Soprintendente in The Government Inspector (1975)
- Polonius in Hamlet (1975)
- Capulet in Romeo e Giulietta (1975)
- Il Dottore in Woyzeck (1976)
- Rance in What the Butler Saw (1976)
- La Madre in Vizi capitali (1976)
- Forlipopoli in Mirandolina (1976)
- Sprich in Masquerade (1976)
- Levka/Gabriel in Chinchilla (1977)
- Dorilant in La moglie di campagna (1977)
- Bartolo in Figaro (1977)
- Lady Bracknell in L'importanza di chiamarsi Ernesto (1977)
- Silvestra in Good Humoured Ladies (1979)

### Con la Royal Shakespeare Company
Prima Stagione (1980/81)
- Mercutio in Romeo e Giulietta (Ron Daniels, RST, Aldwych)

Seconda Stagione (1982/83)
- Edgar in Re Lear (Adrian Noble, RST, Barbican)
- Octavius in Antonio e Cleopatra (TOP, Pit)
- Oliver in Come vi piace (Terry Hands, RST, 1980, Aldwych, 1981)
- Richmond in Richard III (Hands, RST, 1980, Aldwych, 1981)
- Aumerle in Richard II (Hands, RST, 1980, Aldwych, 1981)
- Tom Nightwork in The Swan Down Gloves (Ian Judge/Hands, RST, 1981, Aldwych, 1981-82)
- Bassanio in Il mercante di Venezia (John Barton, RST, Aldwych, 1981)
- Facchino in Macbeth (Howard Davies, RST, 1982, Barbican, 1983)
- Laxton in The Roaring Girl (Barry Kyle, Barbican, 1983)

### Ritorno a Stratford come Artista Associato
- Vasques in 'Tis Pity She's a Whore (David Leveaux, Swan, 1991)
- Face in The Alchemist (Sam Mendes, Swan)
- Brutus in Giulio Cesare (Steven Pimlott, RST)
- Columbus in Columbus and the Discovery of Japan (John Caird, Barbican, 1992)
- Kent in Re Lear e Dorn in Il gabbiano (Trevor Nunn, Courtyard and International Tour, 2007)

### Altri lavori teatrali
- Ferdinand in La duchessa di Amalfi (Philip Prowse, NT Lyttelton, 1985)
- Muldoon in The Real Inspector Hound (Tom Stoppard, NT Olivier, 1985)
- Mr Sneer in The Critic (Sheila Hancock, NT Olivier, 1985)
- Yasha in Il giardino dei ciliegi (Mike Alfreds, NT Cottesloe, 1985)
- Valmont nella rappresentazione di Christopher HamptonLe relazioni pericolose (Davies, Ambassadors, 1987)
- Doge di Venezia in Scene da un'esecuzione (Ian McDiarmid, Almeida, 1990)
- Conte in The Rehearsal (McDiarmid, Almeida, 1990)
- Charles in Hanif Kureishi's Sleep With Me (NT Cottesloe, 1999)
- Creonte opposite Tara Fitzgerald nell'Antigone di Sofocle (Declan Donnellan, Old Vic, 1999)
- Archie in Jumpers (David Leveaux, NT Lyttelton, 2003)
- Capitan Uncino in Peter Pan (Padiglione Neverland ai Giardini di Kensington, 2009)

## Doppiatori italiani
Nelle versioni in italiano dei suoi film, Jonathan Hyde è stato doppiato da:
- Dario Penne in Jumanji, Giovanna d'Arco, Dinotopia
- Ambrogio Colombo in Crimson Peak, Ogni tuo respiro, The Brutalist
- Luca Biagini in Gwyn - Principessa dei ladri, A Very English Scandal
- Sandro Sardone in Amleto
- Glauco Onorato in Le avventure di Sherlock Holmes
- Massimo Lodolo in Cadfael - I misteri dell'abbazia
- Michele Kalamera in Richie Rich - Il più ricco del mondo
- Sergio Di Stefano in Anaconda
- Massimo Corvo in Titanic
- Stefano Mondini in La mummia
- Oreste Rizzini in Il principe e il povero
- Paolo Marchese in Jack e il fagiolo magico
- Rodolfo Bianchi in The Contract
- Gerolamo Alchieri in The Strain